# 俄羅斯聯邦武裝力量特種作戰部隊
俄羅斯聯邦武裝力量特種作戰部隊（俄语：Силы специальных операций Вооружённых Сил Российской Федерации，簡稱：ССО ВС РФ，拉丁化為：SSO VS RF）是俄羅斯聯邦武裝力量總參謀部属下的特種作戰部隊司令部（俄语：командование сил специальных операций，簡稱：КССО；拉丁化：KSSO）所屬的特種部隊。俄軍的特種作戰部隊司令部是參考美國特種作戰司令部和其他西方國家的特種部隊指揮架構而建立，採用的裝備和戰術也跟西方國家的同行對齊。
特種作戰部隊是因應2008年俄羅斯軍事改革而於2009年開始編制，特種作戰部隊司令部則於2012年創立，次年由總參謀部部長瓦列里·格拉西莫夫首度公開。格拉西莫夫指出，特種作戰部隊是一支高機動性、訓練有素、裝備精良，並時刻處於戰備狀態的戰略級別的特種部隊，旨在執行特定任務去保障俄羅斯聯邦的利益，不論是在國內還是海外，和平時期或是戰爭時期。該部隊主要任務為對外干預，會執行的任務包括：特種偵察、破壞、反恐、反破壞、反情報、遊擊戰、反遊擊等非常規作戰。該部隊並不隸屬於俄羅斯海陸空三軍，與直至2010年為止受格魯烏指揮的特別用途單位定位不同。另外在SSO成立以後，格魯烏所屬的特別用途單位更為普及地擔任類似偵察兵的角色，而SSO則擔任更進階的特種作戰和反恐任務。該部隊的成員均來自合約僱用的專業軍官。

## 歷史
20世纪50年代初，冷战拉开不久，朝鲜战争爆發，苏联军方于1951年5月上旬在莫斯科附近的塞涅茨组建92154单位，92154单位曾參與多瑙河行动、333風暴行動。苏联解体後由俄罗斯武装力量接管。1997年5月，阿納托利·克瓦什宁大将就任总参谋长，他对革新俄军特种部队以应对局部战争与冲突表示支持，并开始在俄军总参情报局体系内推动特战力量改革。从第16特別用途旅、第22特別用途旅抽调精干人员补充进92154军事单位。1999年，俄罗斯联邦武装力量总参谋部情报局（ГРУ）下属的第322号特殊用途中心在92154军事单位的基础上成立，中心的臂章標誌是向日葵，同年年底投入车臣战场。2000年，Oleg Martyanov上校和 Nedobezhkin Vladimirovich上校一起向俄军总参谋部提议了建立一个“专门用于特殊作战的”军种的建议，但该建议多年来反响甚微。直至2008年格鲁吉亚战争爆发后，“向日葵”袭击了格鲁吉亚军队的防空力量，特种作战在格鲁吉亚战场的有效性引起了总参谋部的兴趣。
2009年，俄羅斯聯邦武裝力量以莫斯科第322号特殊用途中心的基礎下創立了直屬總參謀部的特種作戰局，以作為俄羅斯全面軍事改革的一部份。2012年初，在總參謀部長尼古拉·馬卡洛夫的倡議下，特種作戰局被改組為特種作戰司令部，並將計劃擴大至九個特別用途旅。
2013年3月6日，俄軍總參謀部長瓦列裡·格拉西莫夫宣佈創立特種作戰部隊。在與駐莫斯科的外國武官對話期間，他提到“在我們目睹世界領先國家對特種作戰部隊的創立、訓練和應用後，俄羅斯國防部也正開始建立類似的部隊。一個相應的指揮部已被建立，它負責規劃並制定武裝部隊的訓練計劃。我們已經制定了一套文件來決定這些部隊的發展方向，訓練模式和應用。”3月15日，根據俄羅斯媒體報道，俄羅斯國防部已開始在名為“庫賓卡-2”的郊區村莊創立由500多名專業士兵組成的特種作戰中心。該中心計劃於2013年底完成，它直屬俄羅斯國防部的特種作戰部隊司令部。3月23日，俄羅斯國防部部長謝爾蓋·紹伊古在與中華人民共和國中央軍事委員會主席習近平會面期間，瓦列裡·格拉西莫夫提到特種作戰部隊已被建立為武裝部隊的一部份，並會訓練執行在國內或國外的任務。4月末，特種作戰部隊在4.5公里高的厄爾布魯士峰進行了一次特別戰術訓練。該訓練是由其中一支SSO部隊透過以軍用運輸航空和陸軍航空練習運輸，並向目標地區以空中投放人員和物資。5月，俄羅斯聯邦武裝力量總參謀部指SSO會被委派擔任於索契舉行的2014年冬季奥運會的保安工作，並已成立空中和海上分部。
2014年，俄罗斯军方在克里米亚赫尔松涅斯角部署了黑海舰队紧急救援中心。2016年在该海军紧急救援中心的基础上组建561海上救援中心，划入SSO的框架内，负责SSO干员的海洋深潜作业、海上军事行动支援。该部作为SSO的一部分也有派遣干员前往叙利亚展开行动。

## 選拔和訓練
- 身体、心理素质合格。
- 从俄罗斯现役武装部队的现役军事人员中选拔（尤其是军事情报局特战旅），人员不限于联邦武装力量或其他类型武装力量。由于CCO特种兵的来历五花八门，该部的常/礼服至今没有统一的兵种色。
- 从高等军事院校的毕业生中选拔（军校毕业直授予中尉军衔），例如梁赞空降兵学院军事指挥专业、新西伯利亚高等军事指挥学院的军事指挥专业/军事情报专业、联邦武装力量军事防空学院的相关专业等，CCO的征兵官会优先考虑有高等军事学历的候选人。所以近年CCO的军官化越来越高。
  - 除整体征兵标准外，驻地位于克里米亚半岛的第561海上行动中心（561 АСЦ）是水域行动单位，以海军的深潜教官团队为底子，需要不少战斗潜水员，选拔方面会偏向有海特经历的官兵，但海军系统的现役军事人员也可以去ССО下属的其他ЦСН参加选拔/服役。
- 除特种作战人员/指挥员/专业技术人员之外，还有一部分义务兵员承担非一线的辅助类军事警备/勤务工作，这部分人的体能标准跟俄军其他普通部队一样。

## 任務
- 2014年爆發的克里米亞危機是SSO首次公開的部署，當時一群身份不明的武裝人員對克里米亞的烏克蘭軍事基地實施封鎖。
  - 2月27日，50名武裝人員控制了克里米亞國會。儘管被指是當地人組成的民兵，這些裝備精良和高度專業的武裝人員實際上是SSO的幹員[2][3][4]。
  - SSO干员、克里米亚民兵与俄军其他作战单位亦对乌克兰贝尔贝克空军基地发起强攻，使用了电子干扰压制基地通讯，令乌克兰军机无法起飞，最终该基地被拿下，双方没有人员伤亡。
  - SSO下属TSSN「塞涅茨」分队和当地民兵在亚历山大.波波夫上校指挥下攻破乌克兰海军司令部的大门，抓获时任乌克兰海军司令谢尔盖.盖杜克上将。

- 俄羅斯特種作戰部隊曾在敘利亞內戰期間為俄羅斯空軍提供目標定位，並協助訓練敘利亞政府軍、殲滅敵方人員和摧毁關鍵的敵方掩體。叙利亚老虎部隊的指挥官蘇赫爾·哈桑的安全工作由SSO特种部队负责。普京在访问俄军驻叙利亚的赫梅明姆空军基地期间的安保工作也有SSO干员协助[5][6][7][8]。

- 2015年11月，SSO曾被派去回收於2015年11月被土耳其軍方擊落的蘇-24M戰機的飛行紀錄器，並偵察巡航導彈攻擊的目標、通過伏擊在敵後進行破壞、對高價值目標的暗殺以及針對特定戰鬥人員的報復性打擊。

- 2016年解放巴爾米拉期間，“库宾卡-2”特殊用途中心的對地火力引导军官普罗霍连科（英语：Alexander Prokhorenko）中尉在抵近恐怖分子的据点侦察時被恐怖分子察觉并包围，彈藥耗盡後下令對其所在位置進行火力覆盖，最終与恐怖分子同归于尽，被追授俄羅斯聯邦英雄。同年支援敘利亞軍推進阿勒頗（英语：East Aleppo offensive (2015–16)）。

- 2017年5月，由于接到相关军事情报，一名SSO指揮官帶領其16人小隊前往阿勒颇郊外的前线侦查途中遇到了正在袭击叙军阵地的恐怖分子，期間被敘利亞軍抛棄，包圍他們的300多名叛軍發動了四轮包括坦克、各型火炮和土制装甲车的攻勢，均被SSO擊退，根据截获的恐怖分子无线电通讯，他们认为对面至少有500多名俄国士兵在守线。第二天早上，叙利亚政府军的增援部队到达，恐怖分子全部撤离，SSO毫髮無損地全身而退。指揮官“雷霆”事後被普京总统親自授勋金星章並任命為俄羅斯聯邦英雄，其他三名隊員也同樣獲得榮譽[9]。同年8月16日凌晨，上等兵丹尼斯·波特尼亚金所在的4-5人小队接到情报，分乘两辆车前往一处位于阿克巴特附近的叙军哨所协助侦察恐怖分子的踪迹，结果他们刚到现场就遭到约40名ISIS恐怖分子的围攻。战斗刚开始几分钟，队友和小队指挥官全部受伤。在这种情况下，他手持机枪牢牢占据制高点接近1个小时，单枪匹马击退了三次进攻，击杀了14名恐怖分子直至接到求救信息的另一支CCO特战分队赶到战场接应。12月28日，丹尼斯·波特尼亚金因为在叙利亚履行军事勤务时所表现出的英勇，被普京总统授予“俄罗斯联邦英雄”称号。

- 2019年初，尼古拉斯·马杜罗就任委内瑞拉总统，他与反对派瓜伊多的矛盾激化。同年3月下旬，100多名SSO干员被派到委内瑞拉训练该国政府军，协助委内瑞拉军警部门保卫国境，保护马杜罗总统的安全。2020年5月3日，SSO特种部队与委内瑞拉军警击败了试图登陆委内瑞拉海岸的美国雇佣军。

- 2022年2月22日，CCO第561海上救援中心海军少校米哈伊尔·阿斯塔霍夫在叙利亚侦察時遭到占据高地的ISIS恐怖分子埋伏，通過直升机撤退時殿后登机，一颗子弹打穿直升机蒙皮，射进他的防弹衣和腰带之间的间隙，导致阿斯塔霍夫当场阵亡。

- 2022年2月24日，SSO參與特别军事行动，曾参与了对基辅市区的渗透。
  - 2022年4月21日，马里乌波尔主要战斗结束後與车臣国民警卫队、特巡警团一同對亞速钢铁厂進行后续清扫，另一支隊負責保護扎波罗热核电站及到訪的國際原子能總署視察團。
  - 2022年5月，在一次军事行动中，“塞涅茨”特殊用途中心德米特里·洛夫采夫少校前往侦察乌克兰军队破坏与侦察小组的调动。在战斗中，洛夫采夫不顾危险，将一名受伤倒地的队员拉回，並想方设法摆脱了从侧翼夹过来的乌军包围。2022年8月4日，洛夫采夫少校在乌克兰战场阵亡，被追授“勇气”勋章。
  - 2022年5月8日，第561海上行动中心尼基塔·帕霍莫夫中尉、斯坦尼斯拉夫·卡赞采夫中尉、尼热戈罗多夫·斯维亚托斯拉夫海军少校（呼号“斯基夫”）和部分388海上侦察点官兵参加蛇岛战役阵亡。
  - 2022年6月，“塞涅茨”特殊用途中心德米特里·尤洛夫上尉阵亡。
  - 2022年7月，“库宾卡-2”特殊用途中心叶夫根尼·萨维奇大尉阵亡。
  - 2022年7月7日，“塞涅茨”特殊用途中心谢尔盖·拉扎文少校阵亡。
  - 2022年8月4日，“塞涅茨”特殊用途中心一支小队受命前往一线战场，被乌军调集大部队猛轰防线，CCO小队凭借己方的战术配合与支援火力打退了乌军多次进攻，最终守住了防线，但尼古拉·阿谢耶夫少校、帕维尔·什特帕少校和分队指挥官鲍里斯·米赫耶夫中校被敌军的炮火击中，伤重不治身亡。11月9日，普京签署保密联邦总统令，追授米赫耶夫“俄罗斯联邦英雄”称号。
  - 2022年8月19日，“库宾卡-2”特殊用途中心谢尔盖·特仑托夫少校在顿涅茨克阵亡。
  - 2022年11月7日，“塞涅茨”特殊用途中心弗拉季米尔·巴拉赫坚科少校阵亡，被追授“俄罗斯联邦英雄”。
  - 為報復2023年5月乌克兰入侵别尔哥罗德。CCO和总参谋部军事情报局的地面特种部队、国民警卫队607「先鋒」特殊用途中心展开一系列破袭行动，以苏梅/切尔戈尼夫地区作为突破点，在乌克兰北部不斷高强度穿梭，曾全歼参与了别尔哥罗德的越境突袭的“黄蜂”（шершень）侦察连下属的伪装小队。除此之外，在东部顿巴斯接触线上，CCO也配合俄军主力部队参与了多次战役。
  - 2023年7月2日，“库宾卡-2”特殊用途中心阿列克谢·斯米尔诺夫上尉阵亡。
  - 2024年7月2日，“塞涅茨”特殊用途中心伊万·阿法纳西耶夫少校阵亡。
  - 2024年7月28日，“塞涅茨”特殊用途中心一支小队在后方FPV和炮兵支援下，越过切尔戈尼夫州边境执行袭扰任务，在谢苗诺夫斯基地区遭遇乌克兰部队伏击，5人被当场射杀，米哈伊尔·阿萨诺夫少校、维克托·索尔达特金大尉、安德烈耶维奇·拉里奥诺夫大尉、瓦列里·戈洛琴科上尉、安德烈·波斯佩洛夫少校阵亡

- 2024年11月，SSO一个5人小组在叙利亚沙姆解放組織進攻阿勒坡時在阿勒颇附近被伏击，全部阵亡。

## 部隊組成
已公开的各种特殊用途中心至少4个，单个主力作战单位的人数不低于一个营级军事单位
- 特種作戰部隊总司令部 (КCCO，SSO) - 軍事單位99450（2009年组建） - 駐地：索尔涅奇诺戈尔斯克市（俄语：Солнечногорск (городской округ)）塞涅茨（俄语：Сенеж (посёлок)）
  - “塞涅茨”近卫特別用途中心（ЦCH“Сенеж”，TSSN） - 軍事單位92154（2009年组建） - 駐地：索尔涅奇诺戈尔斯克市（俄语：Солнечногорск (городской округ)）塞涅茨（俄语：Сенеж (посёлок)），指挥官 - 阿列克谢·加尔金少将（2011-），副指挥官 - 德米特里·米罗什尼科夫上校。代号：「大师」
  - “庫賓卡-2”近卫海上行動和戰鬥特別用途中心（ЦCH “Кубинка-2”，TSSN）- 軍事單位01355（2011年组建） - 駐地：庫賓卡，指挥官 - 安德烈·萨维茨基少将
  - 第561緊急海上救援中心(561-й Аварийно спасательный центр，ARC) - 軍事單位00317（2014年组建） - 駐地：克里米亚赫尔松涅斯角（原黑海舰队后备军事基地改建而成），指挥官 - 瓦季姆·拜库洛夫上校
  - 第54特種偵察中心
  - 專家訓練中心 (ЦПС，STC) - 軍事單位43292（2013年组建），推测至少有45名教官，主要任务是CCO部队的特种作战训练与评估，指挥官 - 瓦季姆·格里德涅夫上校（2019年4月-），副指挥官 - 尼基塔·克伦科夫上校
    - 狙击手训练单位
    - 电子战训练单位
    - 作战装备开发技术组

  - 北极特殊用途中心 - 軍事單位99460（存疑）
- 支援单位（不属于SSO序列）：
  - 陆军航空兵第344训练中心 - 军事单位45095
  - 空天军军事运输部队第196军事运输航空团
  - 黑海舰队海军航空单位

## 指揮官
为了增强与军情系统的联动，历任CCO总指挥官都會在俄军总参军事情报局兼任副局长。
- 奧列格·維克托羅維奇·馬爾捷米亞諾夫上校（2009-2013）
- 阿列克謝·久明少将（2014-2015）
- 亚历山大·马托夫尼科夫少將（副指挥 2014-2015，总指挥 2015-2018）
- 瓦列里·弗盧斯蒂科夫少将（2018-）

## 裝備

### 手槍
| 武器名稱   | 原產地          | 備註                                                             |
| ---------- | --------------- | ---------------------------------------------------------------- |
| PM／PMM    | 苏联 · 俄羅斯   | -                                                                |
| MP-443烏鴉 | 俄羅斯          | -                                                                |
| MP-446維京 | 俄羅斯          | -                                                                |
| 克拉克17   | 奥地利 · 俄羅斯 | 第二至第五代版本，其中第四及第五代为其国内奧爾西集團公司授权生产 |
| APS／APB   | 苏联            | -                                                                |

### 衝鋒槍
| 武器名稱 | 原產地 | 備註 |
| -------- | ------ | ---- |
| 勇士SN   | 俄羅斯 | -    |
| HK MP5A5 | 德国   | -    |

### 突擊步槍
| 武器名稱      | 原產地        | 備註                             |
| ------------- | ------------- | -------------------------------- |
| AKM／AKMS     | 苏联          | 大部分經現代化改裝並裝有戰術配件 |
| AK-74／AKS-74 | 苏联          | 大部分經現代化改裝並裝有戰術配件 |
| AK-74M        | 俄羅斯        | 大部分經現代化改裝並裝有戰術配件 |
| AK-103        | 俄羅斯        | 大部分經現代化改裝並裝有戰術配件 |
| AK-104        | 俄羅斯        | 大部分經現代化改裝並裝有戰術配件 |
| AK-105        | 俄羅斯        | 大部分經現代化改裝並裝有戰術配件 |
| AK-12         | 俄羅斯        | -                                |
| AR-15樣式步槍 | 美国 · 俄羅斯 | 多種型號                         |
| 貝瑞塔ARX-160 | 義大利        | -                                |
| AS巨浪        | 苏联          | 消音突擊步槍                     |
| APS           | 苏联          | 水上或水底行動時使用             |
| ADS           | 俄羅斯        | 水上或水底行動時使用             |

### 半自動步槍
| 武器名稱 | 原產地 | 備註 |
| -------- | ------ | ---- |
| V-AR     | 捷克   |      |

### 狙擊步槍
| 武器名稱     | 原產地 | 備註           |
| ------------ | ------ | -------------- |
| 斯泰爾SSG 08 | 奥地利 | -              |
| 薩科TRG-42   | 芬兰   | -              |
| SV-98        | 俄羅斯 | -              |
| 奧爾西T-5000 | 俄羅斯 | -              |
| SVD          | 苏联   | 包括衍生型SVDS |
| VSS溫托雷斯  | 苏联   | 消音狙擊步槍   |
| MTs-566      | 俄羅斯 | -              |

### 機槍
| 武器名稱    | 原產地 | 備註   |
| ----------- | ------ | ------ |
| RPK-16      | 俄羅斯 | -      |
| PKM         | 苏联   | -      |
| PKP佩切涅格 | 俄羅斯 | -      |
| KORD        | 俄羅斯 | 重機槍 |

### 榴彈發射器
| 武器名稱      | 原產地        | 備註                   |
| ------------- | ------------- | ---------------------- |
| GP-25／30／34 | 苏联 · 俄羅斯 | 安裝於AK系步槍護木之下 |
| GM-94         | 俄羅斯        | 泵動式榴彈發射器       |
| AGS-17        | 苏联          | 固定式全自動榴彈發射器 |

### 反裝甲武器
| 武器名稱    | 原產地 | 備註                     |
| ----------- | ------ | ------------------------ |
| RPG-7V2     | 苏联   | 火箭推進榴彈，可重新裝填 |
| RShG-2      | 苏联   | 一次性火箭推進榴彈       |
| RPO PDM-A   | 苏联   | 一次性反裝甲火箭筒       |
| 9K111巴鬆管 | 苏联   | 反坦克飛彈               |

### 反人員地雷
| 武器名稱 | 原產地 | 備註                        |
| -------- | ------ | --------------------------- |
| MON-50   | 苏联   | 美國M18A1闊刀地雷的仿製版本 |

### 單兵裝備
- 戰術頭盔
  -  6B7-1M
  -  Voin-Kiver RSP
  -  6B47
  -  LSHZ 1+
  -  Ops-Core FAST系列
  -  Team Wendy Exfil
  -  5,45 Design Spartan 1
  -  5,45 Design Spartan 2
  -  5,45 Design Spartan 3
  -  Project LEAF FAST UPG
- 作戰服
  -  Tactical Performance系列迷彩作戰服（Multicam及ATACS FG／AU樣式）
  -  Crye Precision G2作戰服（Multicam樣式）
  -  Emerson G3作戰服（AOR-1樣式）
  -  Voin作戰服
  -  Triada-TKO隔熱服
  -  勇士單兵作戰系統VKBO作戰服（EMR樣式）
- 戰術背心
  -  6Sh112
  -  6Sh117
- 攜板背心
  -  6B43／6B45（英语：6B45）／6B46
  -  Fort Defender-2
  -  KBS Strelok（英语：KBS Strelok）
  -  Crye Precision、 Survival Corps、 SSO/SPSON、 Gear Craft、 Wartech、 FORT、 ANA tactical、 ARSARMA、 Armocom及 5.11 Tactical等品牌的攜板背心及戰鬥裝具
- 夜視儀
  -  MUM-14
  -  1PN138
  -  BNVD-1431
  -  Dedal DS-15／21
  -  Ekran FEP全景式夜視儀
- 抗噪耳機
  -  3M Peltor ComTac XP／XPI
  -  Ops-Core AMP或仿製品
  -  6M2-1
- 無線電
- 防毒面具
  -  PMK（英语：PMK gas mask）
- 防彈盾
  -  FORT Vant-VM
- NRS-2匕首槍
- 潛水器材
- 無人機

## 圖片

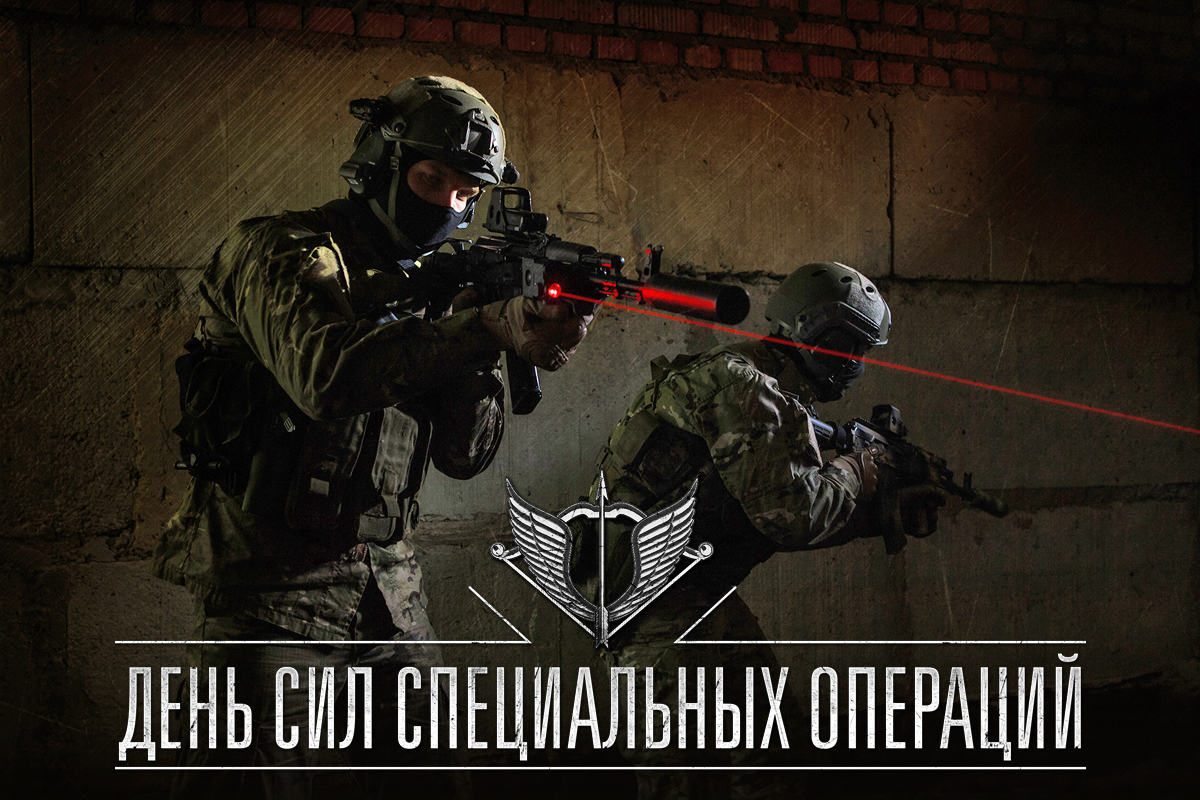
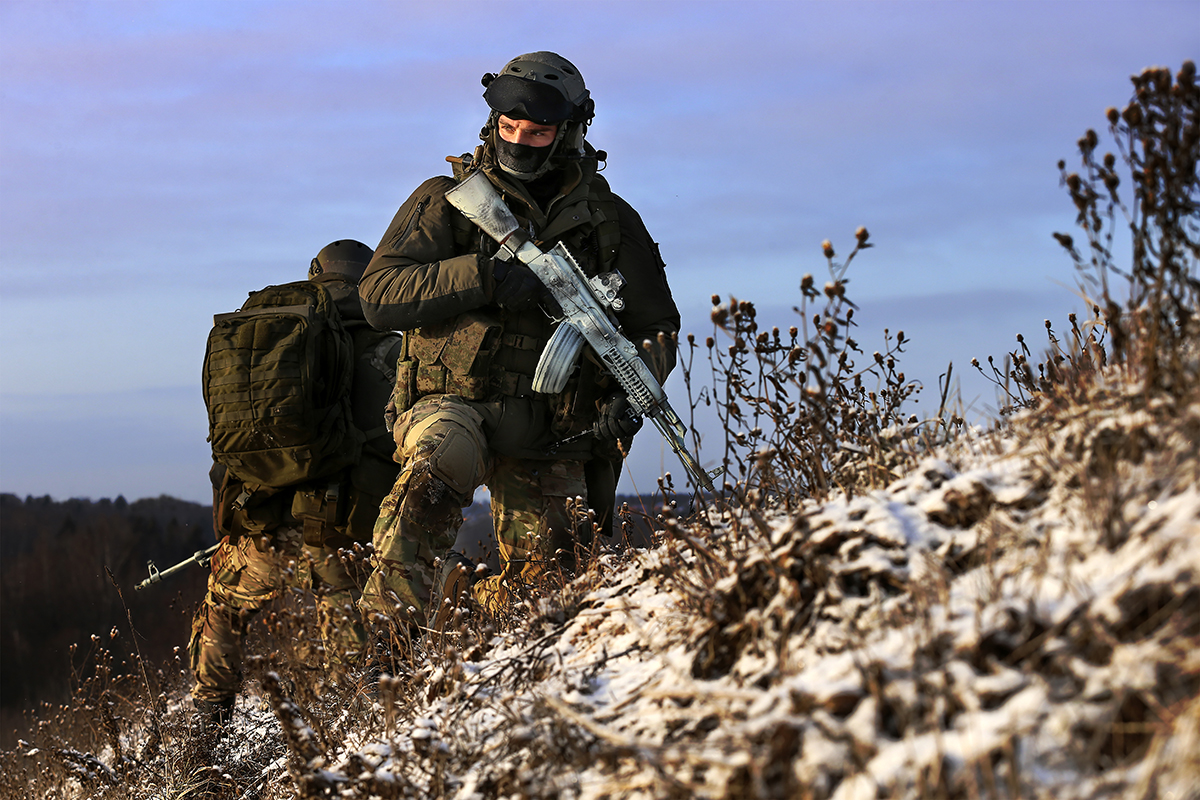
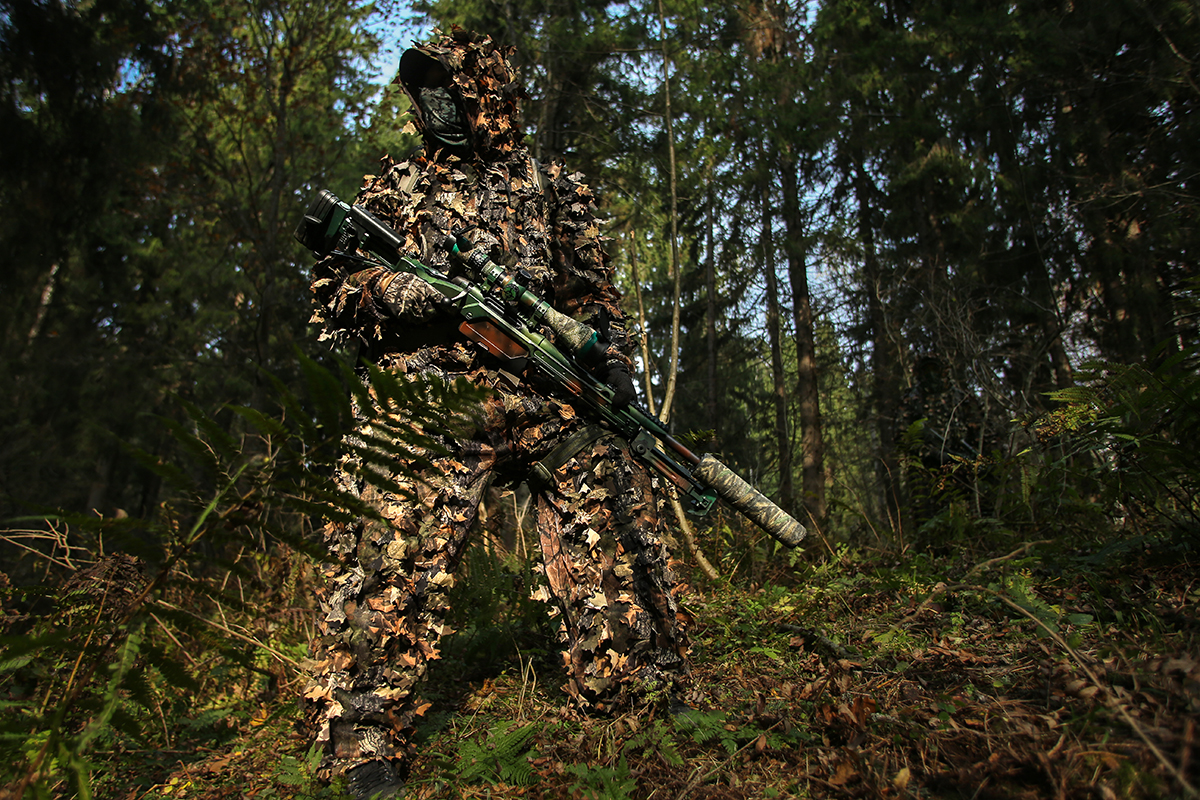
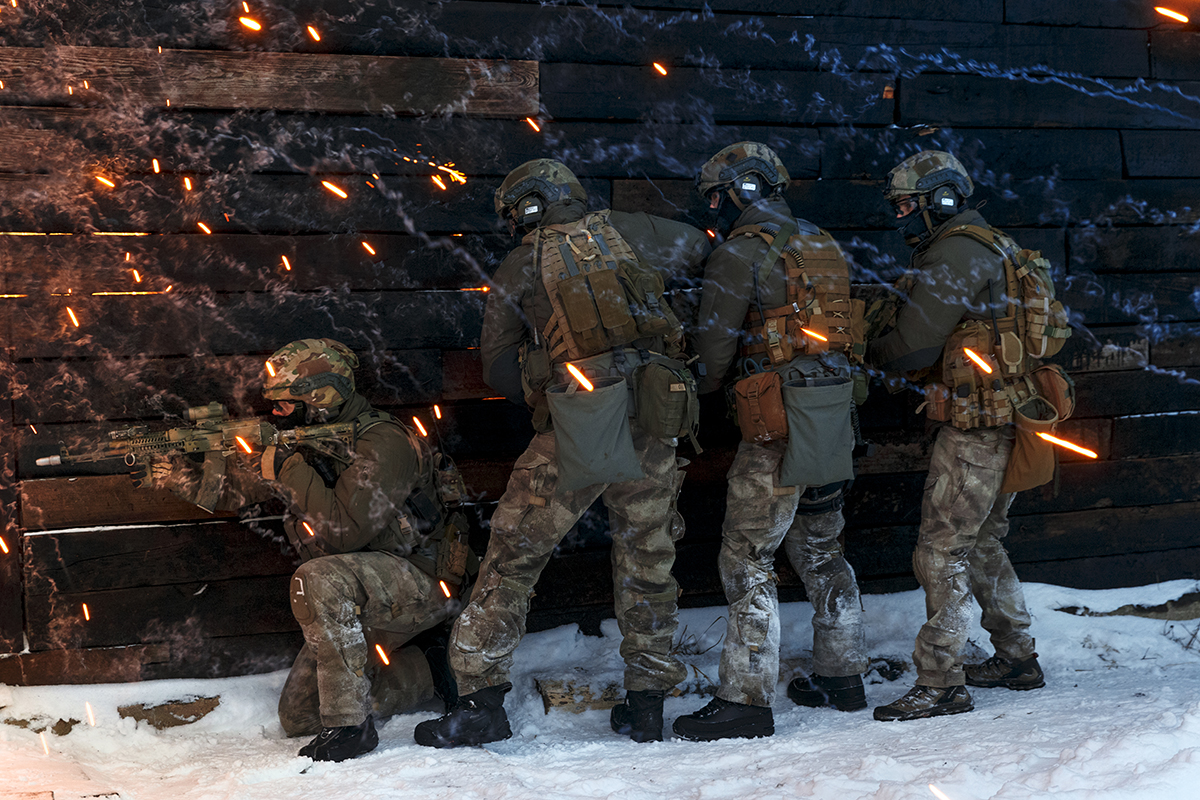
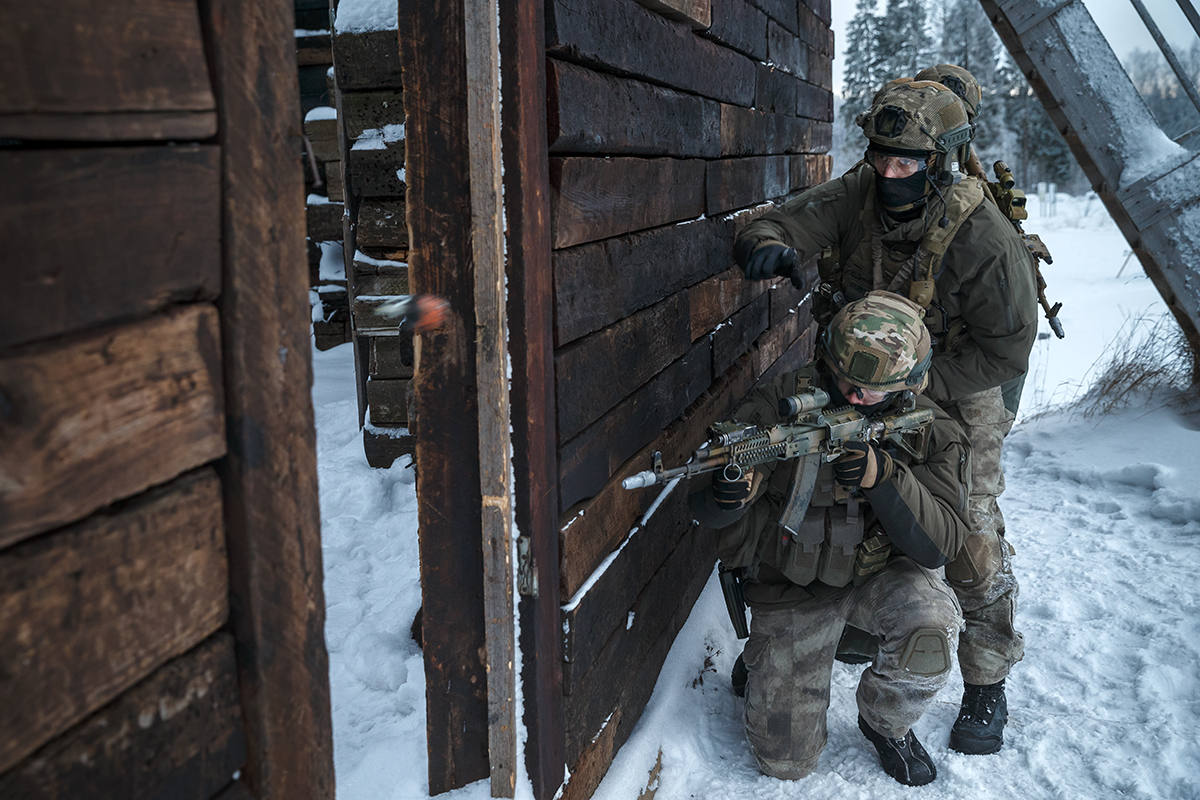
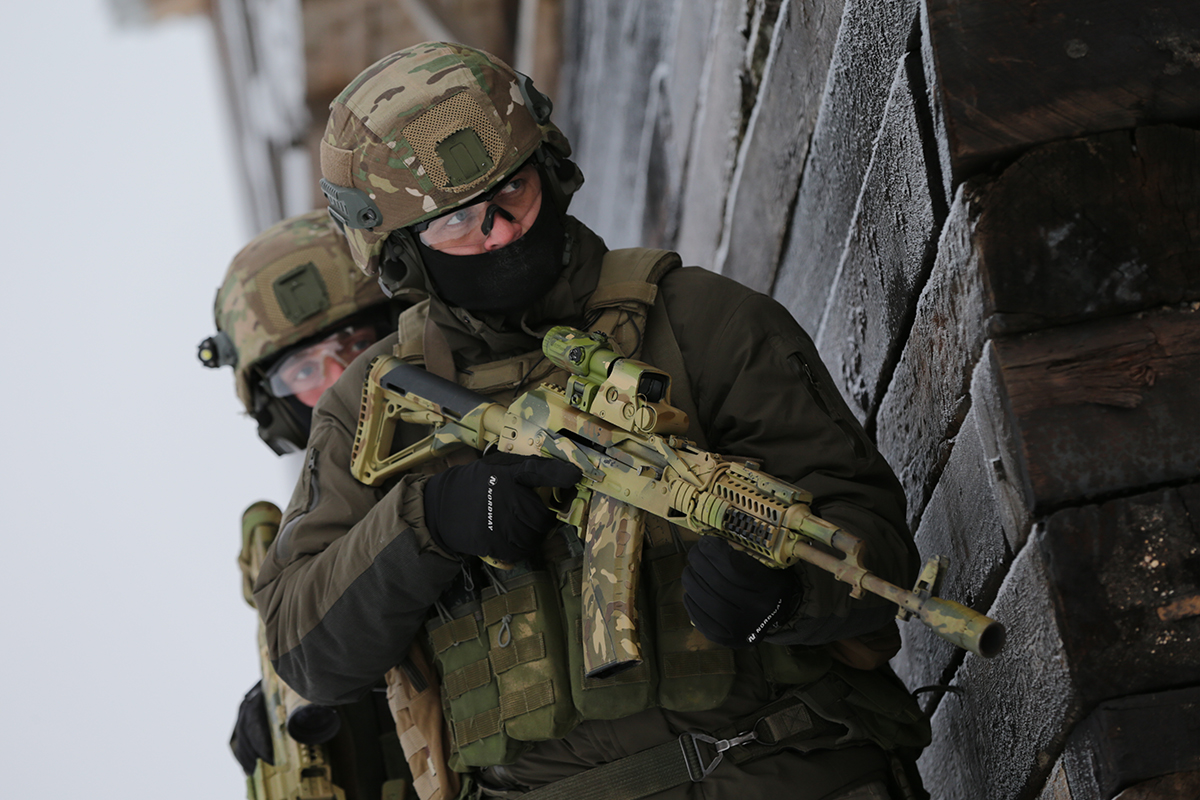
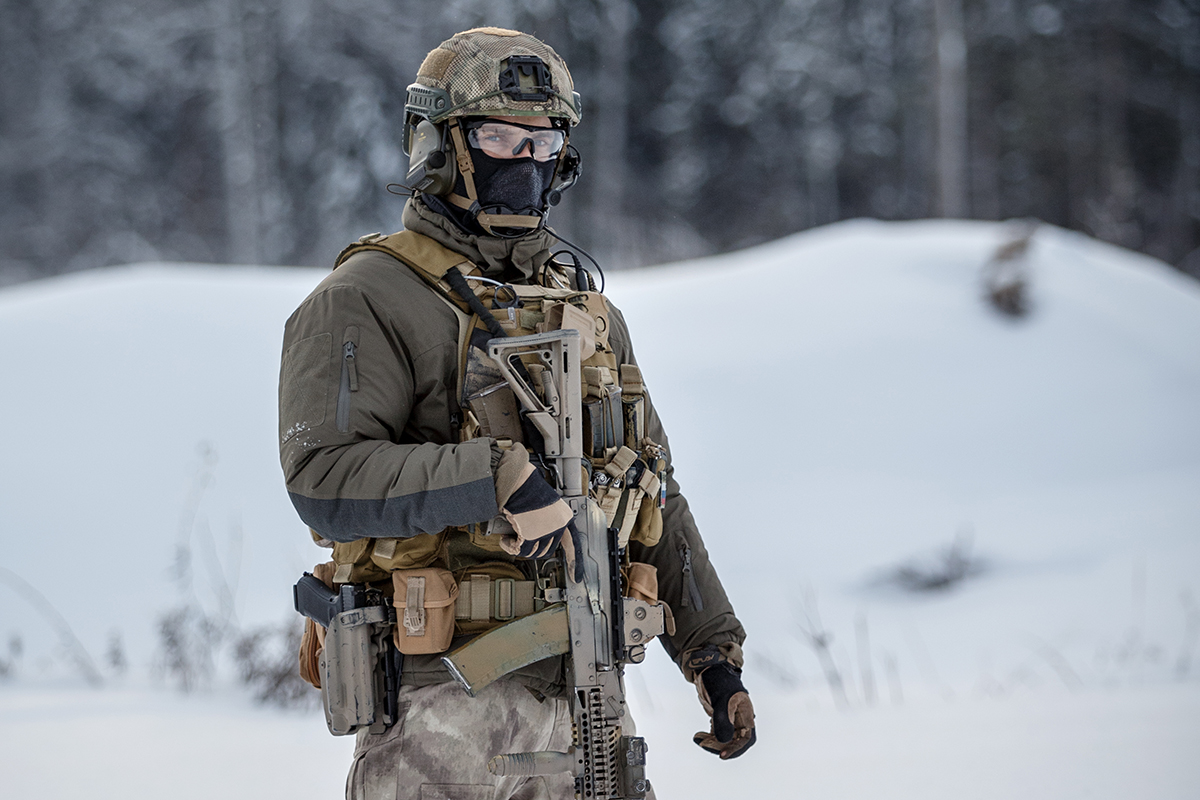
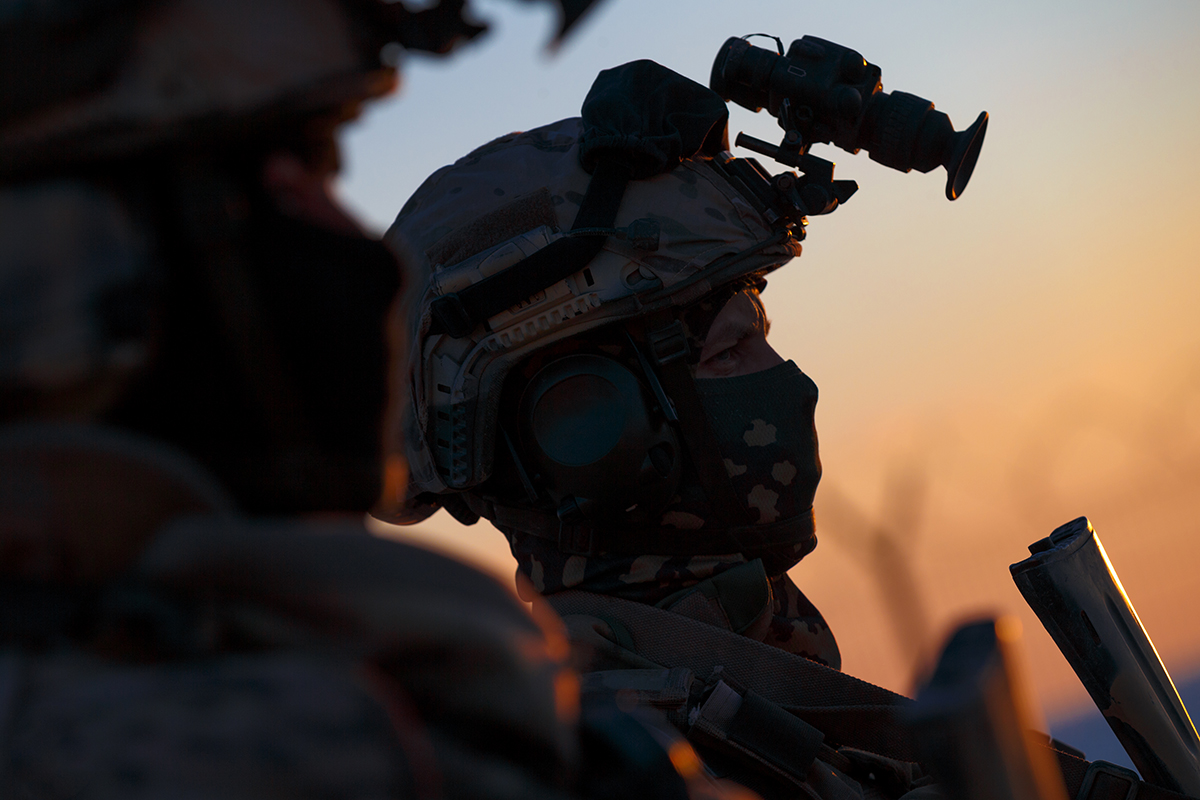
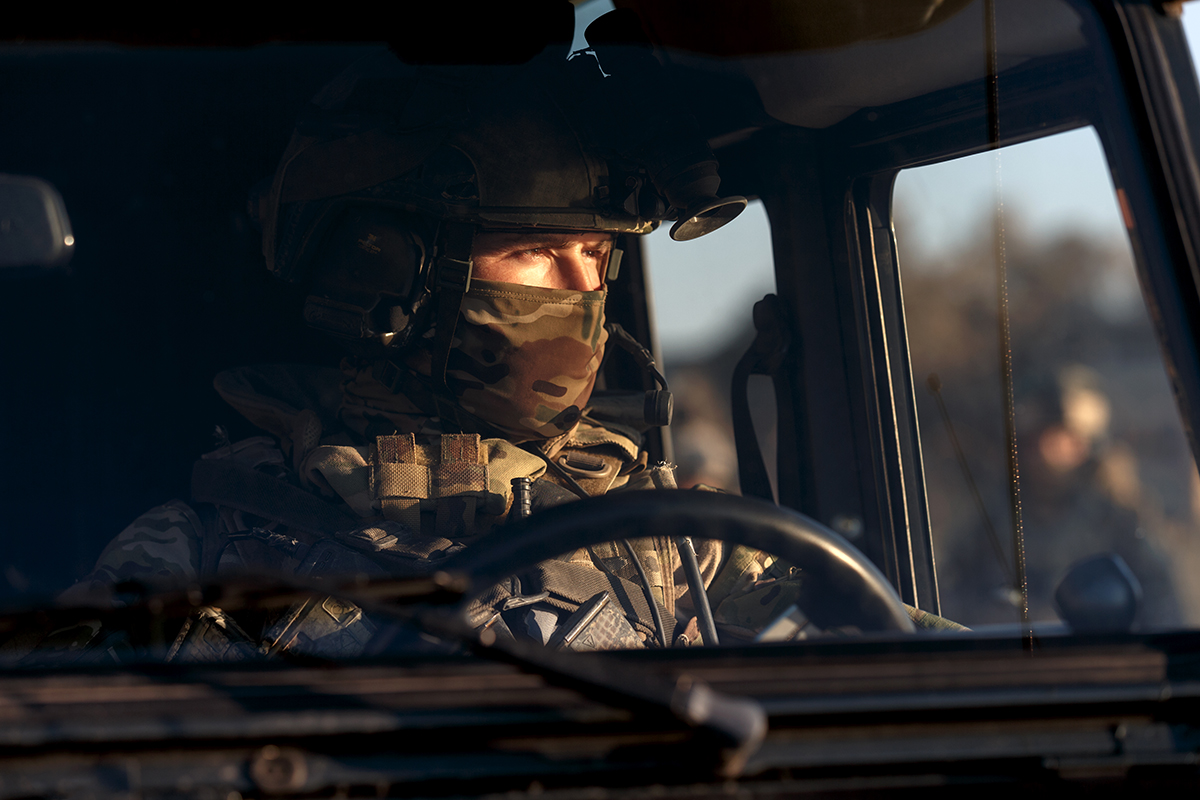
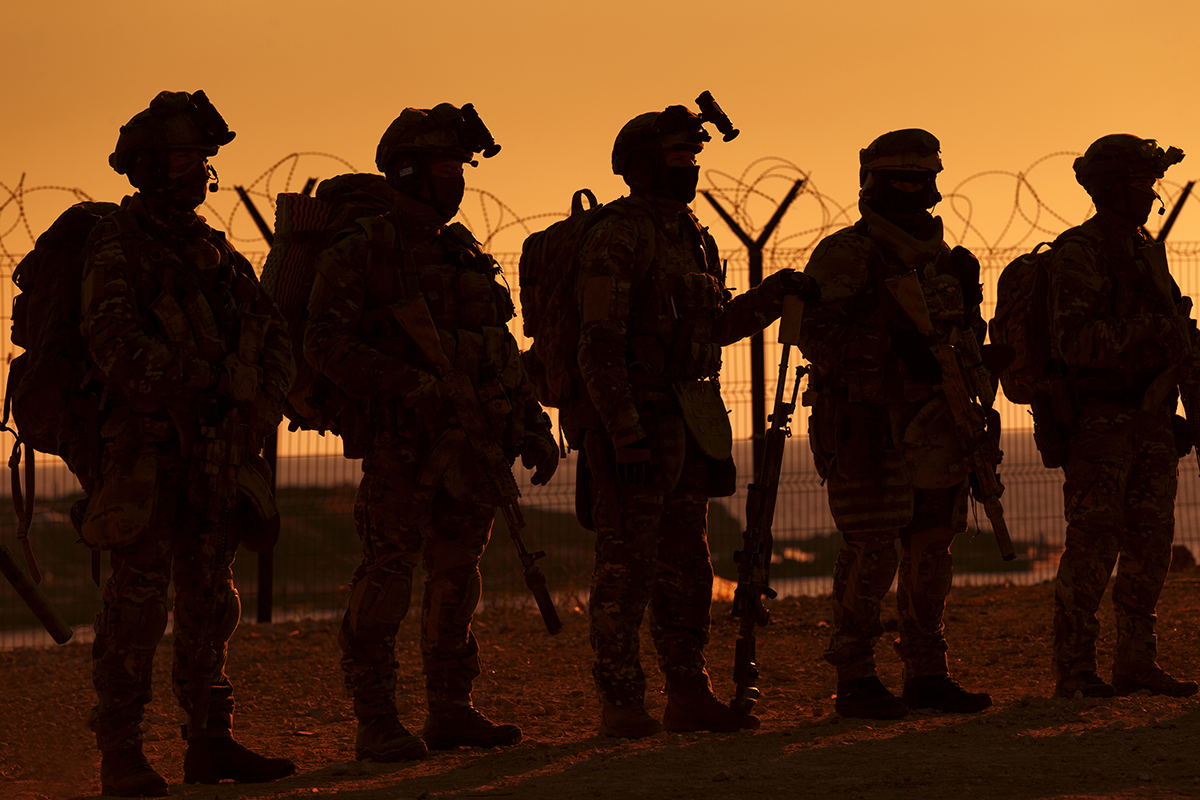
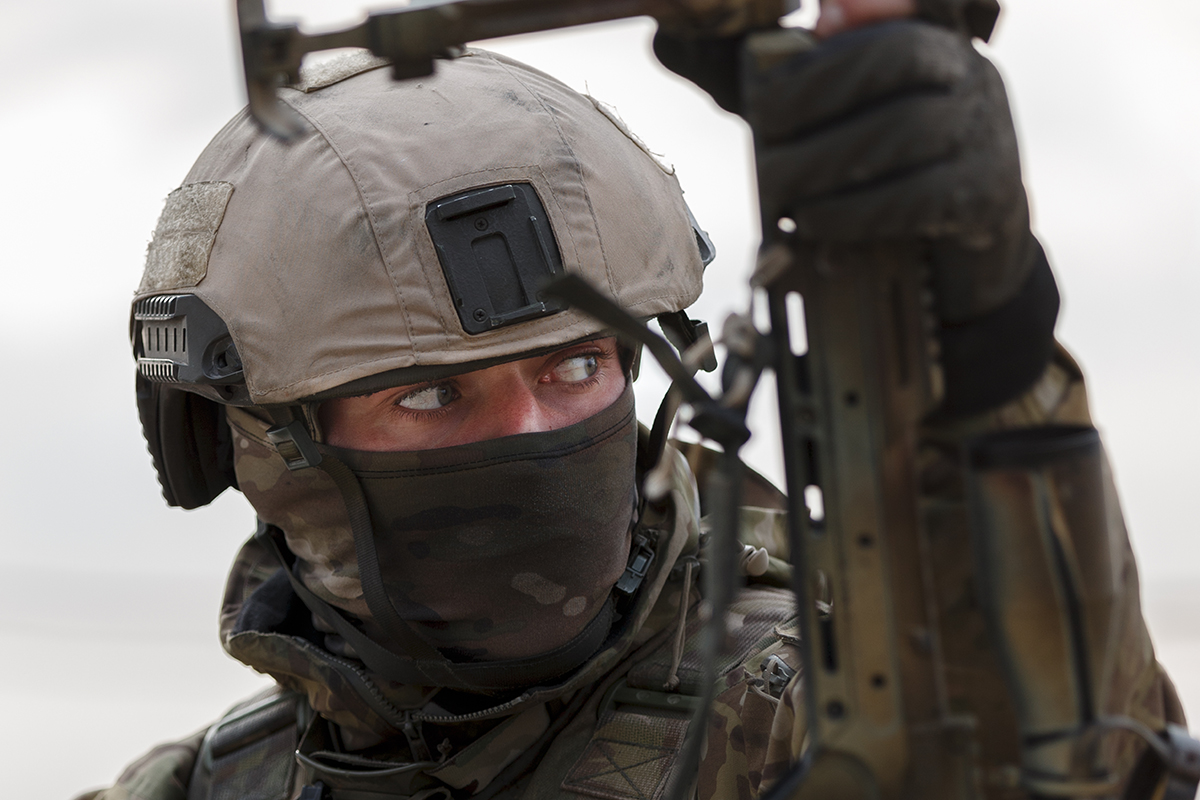
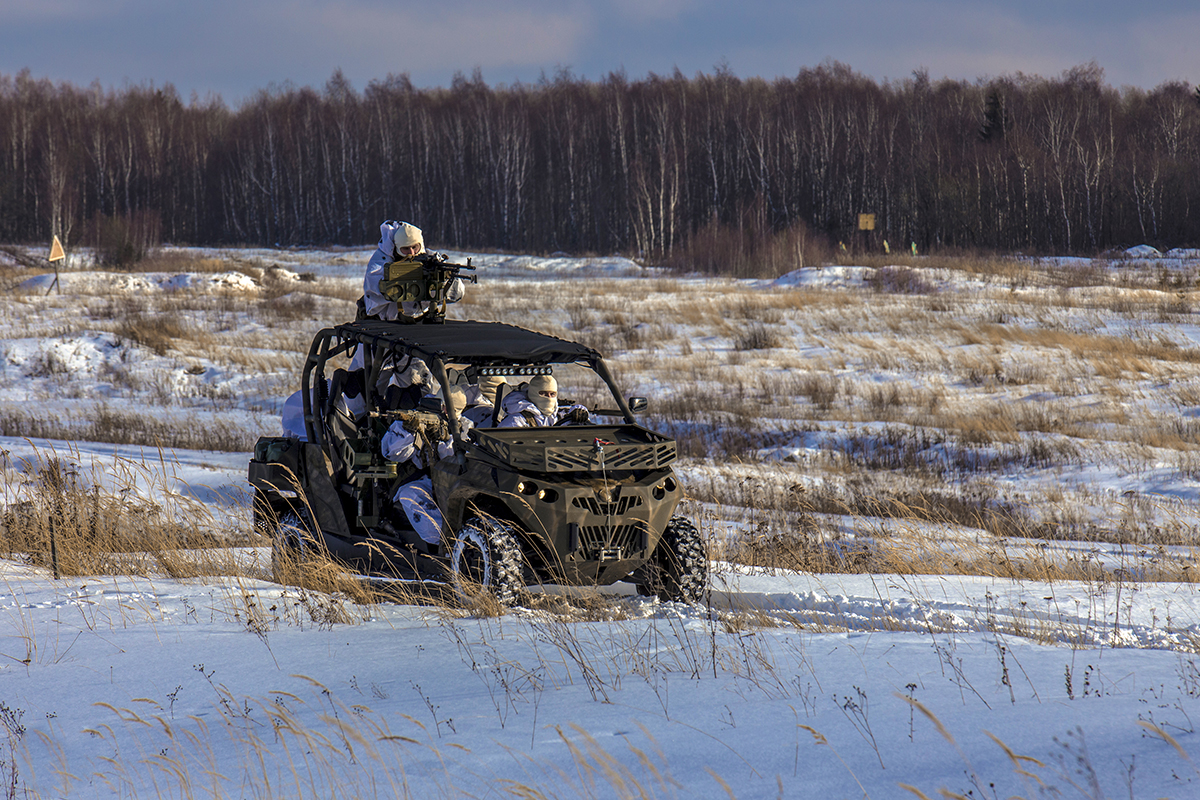
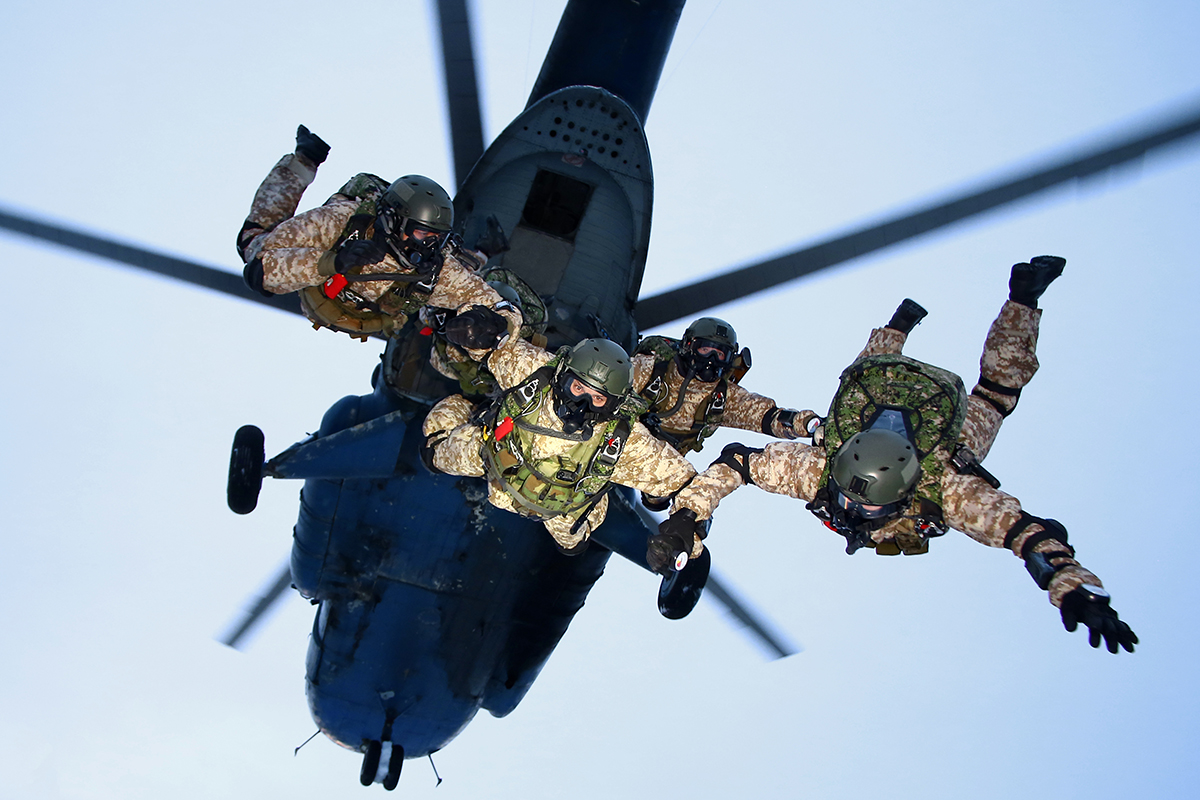
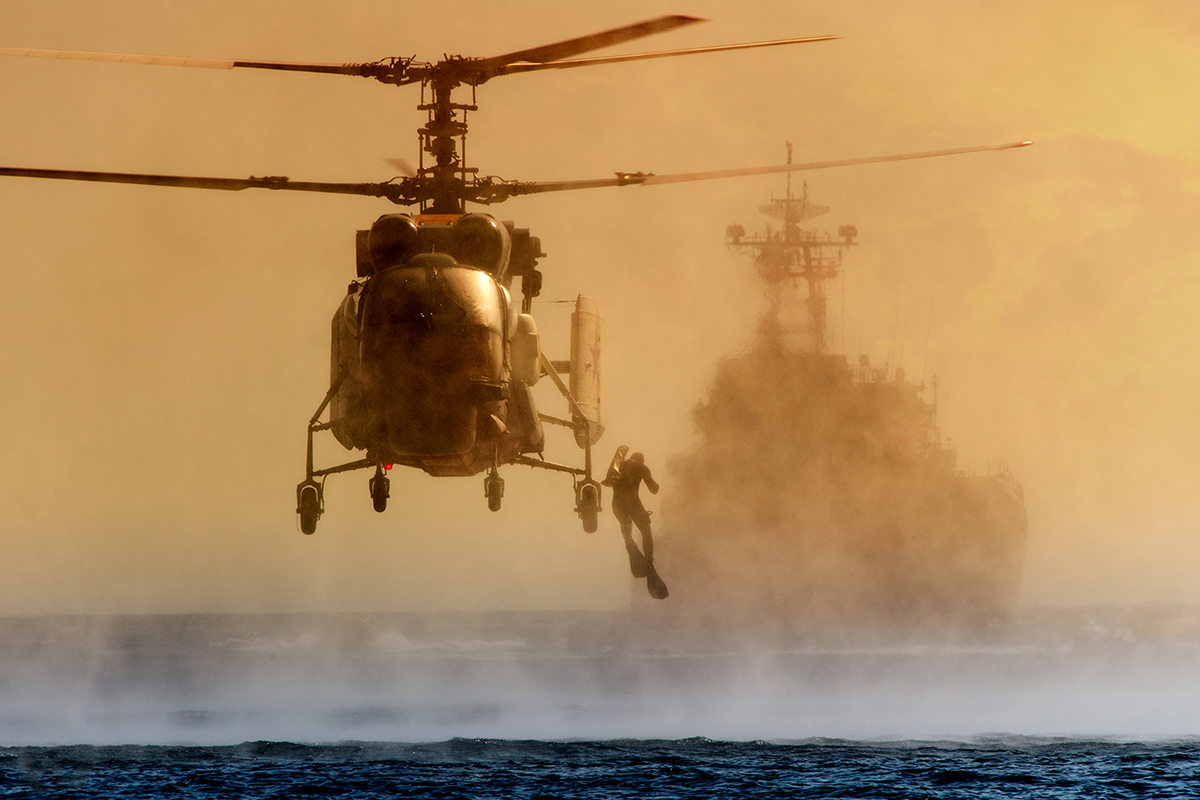
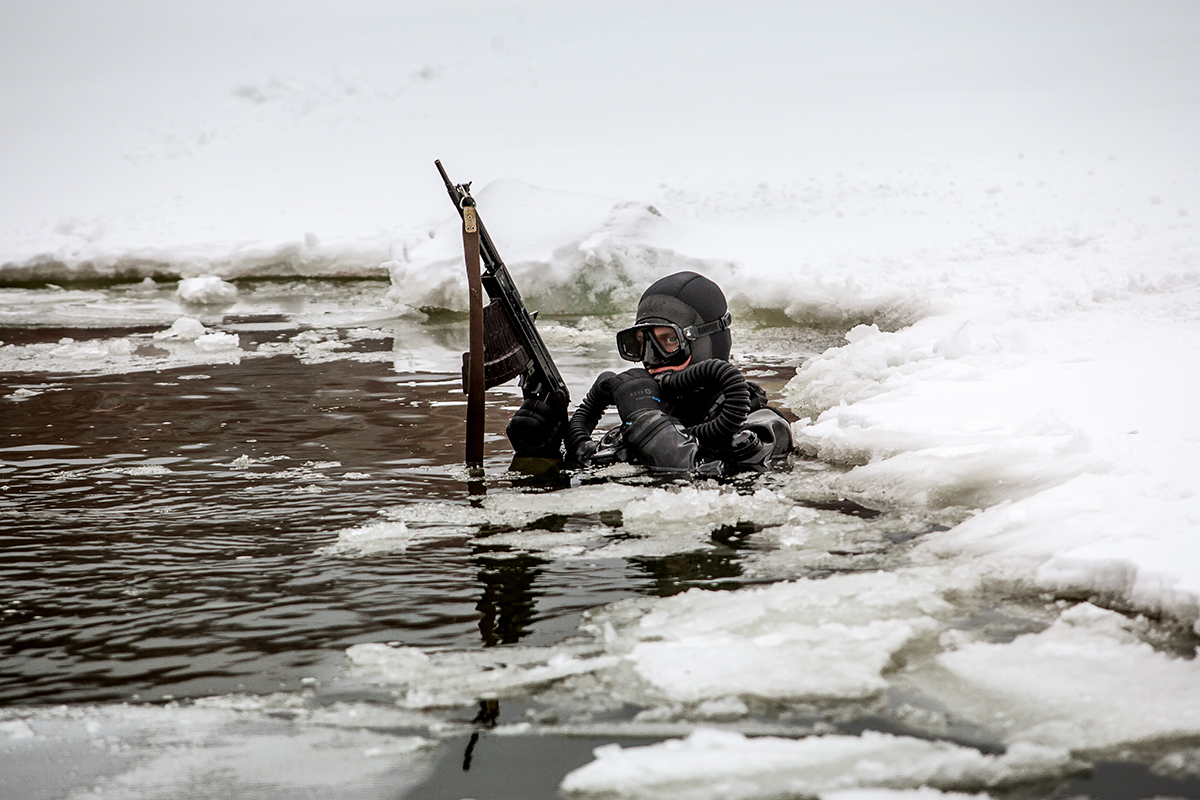

## 外部連接
- Материалы о Силах специальных операций в соцсетях: страница о ССО в VK （页面存档备份，存于）  Канал о ССО на Youtube （页面存档备份，存于） （俄文）
- Шойгу создаёт отвергнутые Сердюковым силы спецопераций, отстав от США на 26 лет.（页面存档备份，存于） Информационное агентство «NEWSru.com» // newsru.com (6 марта 2013 года) （俄文）
- Энциклопедия РВСН. Силы специальных операций (ССО).（页面存档备份，存于） Министерство обороны Российской Федерации // encyclopedia.mil.ru （俄文）
- Состоялась встреча Министра обороны России генерала армии Сергея Шойгу с Председателем Китайской Народной Республики Си Цзиньпином.（页面存档备份，存于） Министерство обороны Российской Федерации // recrut.mil.ru (23 марта 2013 года) （俄文）
- В горах Кабардино-Балкарии завершилось учение подразделения Сил специальных операций Вооруженных Сил.（页面存档备份，存于） Министерство обороны Российской Федерации // function.mil.ru (29 апреля 2013 года) （俄文）